# استنئوسائوروس
استنئوسائوروس سرده‌ای منقرض شده از تیرهء تمساح‌های ماهی‌خوار کهن است. شباهت این سرده به تمساحها بسیار زیاد می‌باشد. گونه‌های این سرده در دوره آغازین ژوراسیک و آغازین کرتاسه زندگی می کرده‌اند. نمونه‌های سنگواره استنئوسائوروس‌ها در مراکش، بریتانیا، فرانسه و آلمان کشف شده‌است. طول میانگین گونه‌های این سرده ۲٬۵ تا ۳٬۵ متر است. بزرگترین و طویل‌ترین گونه شناخته شده این سرده، با نام علمی:S. heberti با درازای ۵ متر توصیف شده است.

## گونه (زیست‌شناسی)
گونه (زیست‌شناسی) در این سرده به طور سنتی به دو گروه جمجمه ای رده بندی می شوند : لانگ ایروسترین (longirostrine ) ( آرواره باریک و طویل ) و بریوایروسترین ( آرواره کشیده و کوتاه )

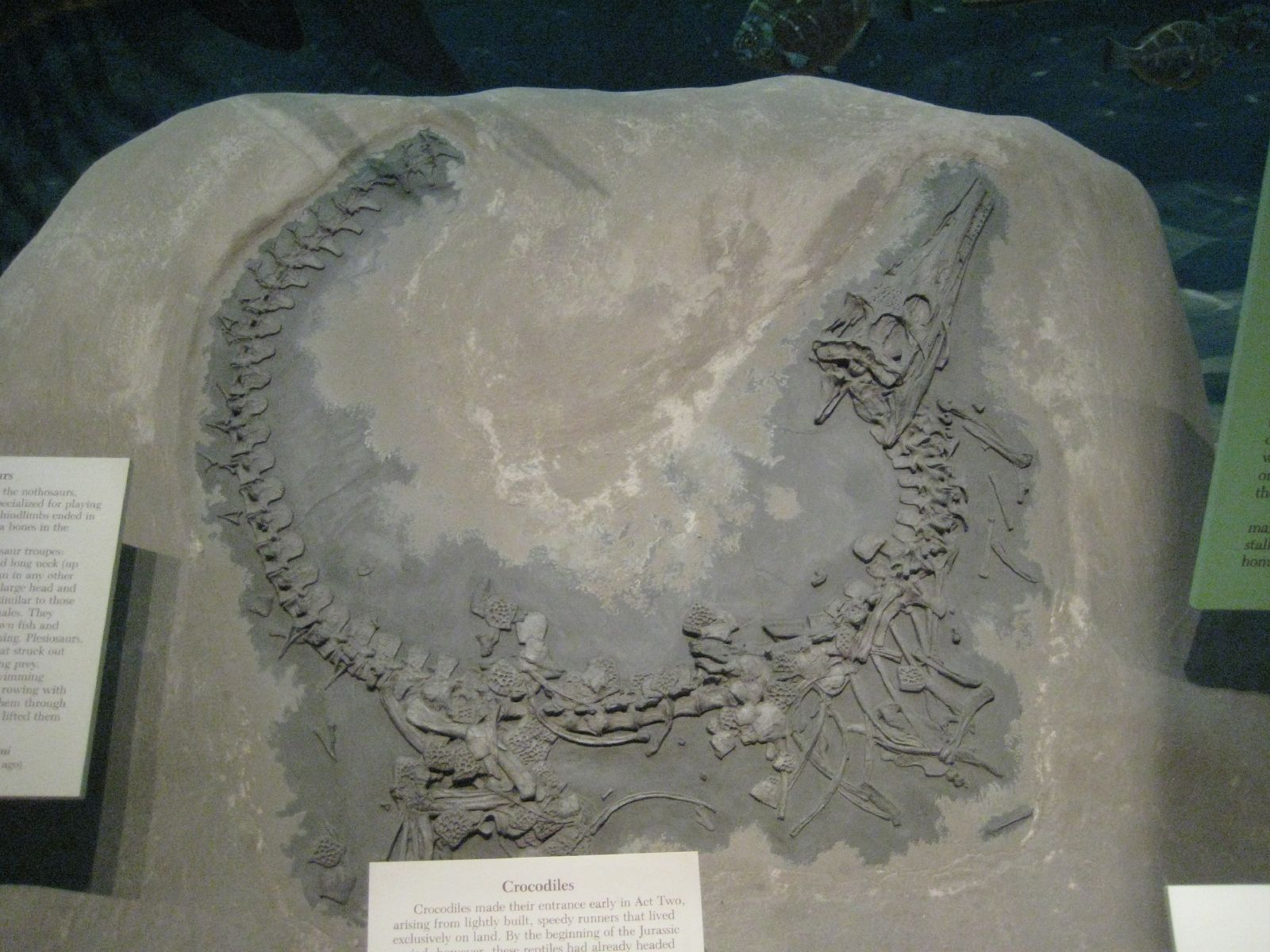
استنئوسائوروس بولنسيس -195 - 180 ميليون سال قبل اوايل دوره ژوراسيک